# Carlo Ferdinando Landolfi

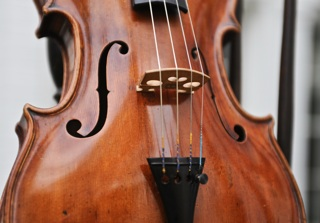
Viola di Landolfi, costruita nel 1753

Carlo Ferdinando Landolfi (Milano, 1715 – Baveno, 22 novembre 1784) è stato un liutaio italiano; è stato un maestro liutaio attivo nel XVIII secolo italiano durante l'età d'oro della costruzione di strumenti a corda.

## Biografia
Landolfi nacque probabilmente a Milano, in Italia, nel 1715 e dopo un apprendistato a Cremona, tornò a Milano nel 1734, all'età di circa 20 anni, e creò la sua bottega. Come indicano le etichette degli strumenti, lavorò in "Contrada Santa Margherita, al Segno della Sirena", nella metropoli centrale della Lombardia, al centro delle frenetiche attività mercantili e artistiche della città.
Certamente era attivo a Milano fra il 1745 e il 1775 e che, nel corso degli anni, sia diventato un liutaio di fama internazionale, al pari di Stradivari, Guarneri del Gesù e Pietro Guarneri. Gli strumenti da lui creati secoli fa sono ancora suonati dai migliori violinisti e violisti nelle grandi sale da concerto di tutto il mondo.
La sua carriera è continuata a Milano per tutta la vita. Morì, probabilmente, a Baveno, il 22 novembre 1784.

## Strumenti
Landolfi potrebbe essere stato l'ultimo dei maestri liutai classici italiani ad utilizzare metodi di costruzione e di impasto delle vernici cremonesi. Per i suoi strumenti, sceglieva i legni con cura e utilizzava vernici superbe di una tonalità particolarmente suggestiva.
I migliori strumenti di Landolfi hanno somiglianze con il lavoro di Guarneri del Gesù, ma i Landolfi hanno caratteristiche uniche che riflettono il costante perfezionamento nel corso della sua carriera. Ad esempio, egli aveva sviluppato un approccio che aveva aumentato l'arco del ventre di ogni violino e viola rispetto al fondo. E la sua attenta lavorazione includeva intagli su pergamena in modo particolarmente aggraziato, spesso più piccoli e più ampi rispetto al lavoro di altri maestri liutai.
È importante sottolineare che gli strumenti di Landolfi possiedono un tono pieno di grande potenza di trasporto. Per questo motivo, nel corso dei secoli i Landolfi sono stati apprezzati dai grandi solisti di violino.
Tra i musicisti che hanno posseduto i Landolfi figura il violinista ungherese Carl Flesch, (1873-1944).